# Collectif autonome des médecins résidents algériens
Pour les articles homonymes, voir CAMRA.
 (mai 2011).
Si vous disposez d'ouvrages ou d'articles de référence ou si vous connaissez des sites web de qualité traitant du thème abordé ici, merci de compléter l'article en donnant les références utiles à sa vérifiabilité et en les liant à la section « Notes et références ».
Le collectif autonome des médecins résidents algériens (CAMRA) est une alliance formée en 2011 qui se définit libre et apolitique et cherche à regrouper l'ensemble des résidents algériens qu'ils soient médecins, pharmaciens ou chirurgiens-dentistes. Un autre mouvement se crée en 2017 avec une nouvelle promotion de résidents algériens et reprend le même nom,,. 
Le collectif se présente comme le porte-parole des revendications socio-professionnelles et pédagogiques de plus de huit mille résidents à travers tout le territoire algérien.
Début 2011, le CAMRA a lancé un mouvement de protestation sans précédent simultané au niveau de l'ensemble des structures sanitaires où exercent les résidents, notamment une grève illimitée qui a débuté le 28 mars 2011,. 

## Revendications
Les principales revendications du CAMRA en 2011 se présentent sous trois volets[réf. souhaitée]. L'abrogation de l'obligation faite au médecin spécialiste nouvellement diplômé d'accomplir une mission sanitaire d'une durée variable d'un an à quatre ans et son remplacement par des mesures incitatives. Les médecins résidents considèrent qu'il s'agit d'une mesure injuste et anticonstitutionnelle étant donné qu'ils représentent la seule corporation assujettie à cette obligation, alors que le ministre de la santé considère le service civil comme un acte de solidarité nationale.

## Communication
La page facebook du CAMRA est l'interface officielle de communication du collectif. Le CAMRA dispose de nombreux porte-paroles en langues arabe et française.

## Actions
La première action directe du CAMRA a été une grève de deux jours les 15 et 16 mars 2011 avec un taux de participation dépassant les 90 % sur tout le territoire national. La semaine suivante, le CAMRA entame à nouveau une grève de trois jours les 21, 22 et 23 mars 2011 avec un taux de participation supérieur au premier débrayage.
En parallèle à la grève, le CAMRA a organisé plusieurs sit-in à Alger notamment au niveau de l’hôpital Mustapha-Pacha (lieu phare de la contestation) mais aussi dans de nombreux hôpitaux de provinces (Oran et Constantine entre autres). D'autres sit-in ont été organisés devant les ministères de la santé et de la réforme hospitalière et celui de l'enseignement supérieur et de la recherche scientifique. Le CAMRA a aussi organisé d'autres rassemblements au niveau d'El Mouradia à proximité du palais de la présidence de la république.

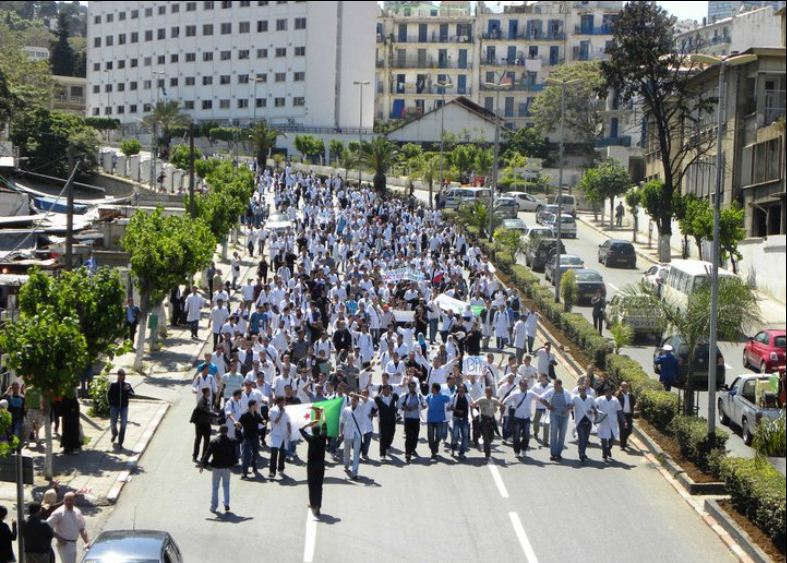
Marche des résidents d'El Mouradia à l'hôpital Mustapha Pacha.

Le 4 mai 2011, les forces de l'ordre interdisent un nouveau rassemblement devant la présidence de la république ; les manifestants réussissent à forcer le cordon sécuritaire et peuvent marcher vers la place du 1er mai malgré l'interdiction.
À la suite des propos du premier ministre Ahmed Ouyahia, jugés méprisants par les résidents, le CAMRA convoque un sit-in national au CHU Mustapha Pacha le 1er juin 2011. Une foule immense a répondu à cet appel et la manifestation a bien commencé au sein de l’hôpital[réf. nécessaire]. Les résidents tentent de forcer le dispositif sécuritaire placé aux portes de l’hôpital et réussissent à sortir par plusieurs à-coups et se déploient sur la place du 1er mai[réf. souhaitée]. Le premier groupe sorti réussit à marcher une seconde fois dans les rues de la capitale se dirigeant vers le siège de l'Assemblée populaire nationale (APN) au niveau duquel ils ont été reçus par le président de la chambre basse du parlement. Durant ces événements la police n'a pas hésité à employer la force et un grand nombre de résidents ont été blessés. 
Le 8 juin 2011, le CAMRA organise un sit-in national à Oran (la première fois dans une ville de province). Une marche débute à l'intérieur de l’hôpital, puis les manifestants forcent un cordon sécuritaire planté à l'entrée de l’hôpital et réussissent au prix d'une bastonnade à sortir dans la rue. Les protestataires se dirigent vers le siège de la wilaya d'Oran où un sit-in d'environ deux heures est tenu.